# Glyphomitrium saxicola
Glyphomitrium saxicola là một loài rêu trong họ Ptychomitriaceae. Loài này được (F. Weber & D. Mohr) Mitt. mô tả khoa học đầu tiên năm 1888.